# راچیتا رام
راچیتا رام (انگلیسی: Rachita Ram؛ زادۀ ۳ اکتبر ۱۹۹۳) بازیگر اهل هند است.
که عمدتاً در فیلم‌های سینمای کنادا بازی می‌کند و یکی از پردرآمدترین بازیگران زن سینمای کنادا شناخته می‌شود. راچیتا دریافت کننده یک جایزه فیلم‌فیر جنوب است.
از فیلم‌ها یا برنامه‌های تلویزیونی که وی در آن نقش داشته است می‌توان به هزارتو، خلافکار و کرانتی اشاره کرد.